# ヒュー・ジョン・ケイシー
ヒュー・ジョン・“パット”・ケイシー（Hugh John "Pat" Casey、1898年7月24日 - 1981年8月30日）は、アメリカ合衆国の陸軍軍人。最終階級は陸軍少将。
第二次世界大戦の初期にペンタゴン（国防総省本庁舎）を設計した。その後、1949年に退役するまで、ダグラス・マッカーサー大将配下の工兵隊の長として活動した。レイテ島の戦いでは、前線における建設と兵站の全般を担当する陸軍支援司令部(ASCOM)を指揮した。

## 若年期
ケイシーは1898年7月24日にニューヨーク市ブルックリン区で生まれた。父のジョン・J・ケイシーは配管工だった。父方の祖父母はアイルランドとイングランドからの移民であり、祖父は南北戦争に北軍で従軍してシャイローの戦いで戦死した。母方の祖父母はアイルランドからの移民である。
1914年、ニューヨーク州の奨学金でブルックリン工科大学（現 ニューヨーク大学タンドン校）に入学し、土木工学を専攻した。その1年後、下院軍事委員長のダニエル・J・グリフィン下院議員が開催した陸軍士官学校（ウェストポイント）の士官候補生選抜試験を受け、62人の志願者のうちのトップの成績で合格し、1915年に士官学校に入学した。ルームメイトのルシアス・クレイは生涯の親友となった。士官学校ではアメリカンフットボールをプレイし、エルマー・オリファントの代わりに試合に出たこともある。また、オリファントに個人的に数学を教えていた。ケイシーはグリフィン下院議員に頻繁に手紙を書き、フットボールの試合のチケットを贈るなどしていた。弟のマーティン・チャールズ・ケイシーが士官学校への入学を希望したとき、グリフィンは試験なしでマーティンを士官学校の士官候補生に任命した。マーティンは沿岸砲部隊に11年間所属して退役し、その後弁護士として大成した。ケイシー兄弟はいずれも、ウェストポイントで「パット」(Pat)というあだ名で呼ばれていた。

## 第一次世界大戦
アメリカが第一次世界大戦に参戦したため、ケイシーの学年は正規の課程を修了する前の1918年6月12日で卒業となった。ケイシーは学年で3位の成績であり、陸軍工兵司令部の大尉に任命された。バージニア州フォート・ベルヴォアールのキャンプ・ハンフリーズに配属され、当初は教官を務め、1918年9月に第19師団第219工兵隊の中隊長に任命された。第219工兵隊は、1918年11月にアイオワ州のキャンプ・ドッジに移動した。1919年9月、キャンプ・ハンフリーズの工兵学校に学生として入学した。
1920年6月から1922年5月まで、ラインラント占領軍の一員としてドイツに赴任した。ケイシーは、元々高校で学んでいたドイツ語を赴任中にさらに上達させ、博士論文をドイツ語で書けるまでになった。また、赴任中にコブレンツ駐在のアメリカ軍の外科医長R・B・ミラー大佐の娘、ドロシー・ルース・ミラーと知り合い、1922年5月22日に結婚した。ドロシーとの間には、息子のヒュー・ボイドとキース・マイルズ、娘のパトリシアがいる。

## 戦間期
1922年11月27日に中尉として実務に復帰し、1922年から1926年まで、カンザス大学における予備役将校訓練課程(ROTC)の工兵部隊の責任者を務めた。1926年に再びキャンプ・ハンプリーズに戻り、中隊士官になるための教育を受けた。
1927年、ピッツバーグの地域技官補として、初めて土木工事の任務を受けた。ケイシーは洪水の制御に関する報告書を提出したが、ピッツバーグの洪水制御委員会から「これまでに起きたこともなく、起こることもないだろう洪水」を想定した過剰な計画だとして却下された。しかし、1936年に報告書で想定したような大洪水が発生したことでこの報告書が見直された。同年に制定された洪水制御法では、洪水の制御を陸軍工兵隊を始めとする連邦政府機関に移管されることが規定された。また、ケイシーはオハイオ川のデッドマンアイランド・ダム（現 ダシールズ・ダム）の建設の指揮を執った。
1929年9月、ケイシーはワシントンD.C.にある工兵隊長室の河川港湾部に配属され、洪水制御や水力発電などを含む、アメリカ国内の全ての河川と港湾の事業の調査・計画・審査の監督を行った。また、連邦議員との連絡も担当した。この間、航路閘門用の浮遊式係留ビットを共同で開発し、特許を取得した。
ケイシーは1933年5月1日に大尉に昇進した。
1933年、アメリカ機械学会からの奨学金により、水力学と土木工学を学ぶためにドイツへ留学した。ドイツでは、ベルリン工科大学に入学し、工学の博士号を取得した。博士論文は掃流運搬物質に関するもので、ドイツ語で執筆された。
1935年6月に帰国した後、ニューディール政策の公共事業であるパサマコディ湾での潮力発電プロジェクトの技術部門長としてメイン州イーストポートに赴任した。この際にケイシーが建設したコンクリート試験室は、現在も陸軍工兵隊の水路実験所の一部として使用されている。しかし、このプロジェクト自体は、政治的な影響などにより失敗し、消滅した。その後は、ボストンでコネチカット川流域の洪水制御の調査を行った。
1937年、ルシアス・クレイとともに、フィリピン政府に対する水力発電や洪水制御についての助言を行うためにフィリピンに派遣された。ケイシーとクレイは、マニラ電力（メラルコ）などの電力会社と協力して、アグノ川などの調査を行った。ケイシーは、3万キロワットの発電能力を持つ推定費用500万ドルのカリラヤ・ダムの計画を立案した。この計画は、フィリピン政府の軍事顧問ダグラス・マッカーサー少将の参謀ドワイト・D・アイゼンハワー中佐らと共同でマニュエル・ケソン大統領に提出され、大統領はこれを承認した。
ケイシーは1940年2月1日に少佐に昇進した。

## 第二次世界大戦

### 建設分隊

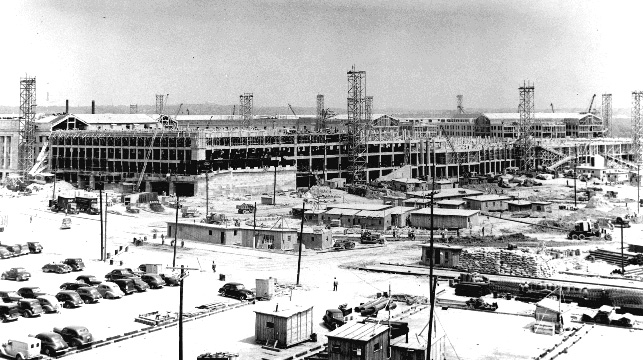
建設中のペンタゴン（1942年7月）

1940年10月、ケイシーはワシントンD.C.に戻り、ブレホン・B・サマーヴェル准将指揮下のアメリカ陸軍需品科の建設師団設計・技術分隊の指揮官に就任した。第二次世界大戦の遂行のために様々な施設の建設が必要となった。ケイシーは、アメリカ建築家協会の元会長ジョージ・バーグストロームらとともに、兵舎の標準設計の見直しを行った。快適性、安全性、耐久性の向上のために多くの新機能を追加させ、稀少な材料を別のものに置き換えた。また、それまでの標準設計である63人用の兵舎では小さすぎることが判明したため、74人を収容可能なように設計を変更した。これにより、建物の数、駐屯地の面積、道路や電線の長さなどを削減することができた。
ケイシーは1941年4月8日に中佐に昇進した。
1941年7月17日木曜日の午後、サマーヴェルはケーシーとバーグストロームに対し、陸軍省の約4万人の職員を収容できるような巨大な庁舎を設計するという特別な任務を与えた。条件は、ワシントンD.C.のポトマック川の対岸のアーリントン試験農場にエレベーターのない4階建ての建物を設計することで、期限は次の月曜日の朝9時だった。これが現在のペンタゴンであり、今なお世界最大のオフィスビルである。2人はその週末で、建設地に合わせた五角形の外形を持つ、エンパイア・ステート・ビルの2倍にあたる床面積が約47万平方メートルの4階建ての建物の設計を完了させた。建築費の見積もりは3千5百万ドルだった。その後、ルーズベルト大統領がサマーヴェルの反対を押し切って、アーリントン国立墓地から離れた位置のフーヴァー飛行場跡地に建設地を変更したが、五角形の外形はそのままとされた。

### 南西太平洋
1941年9月、ダグラス・マッカーサーは、ケイシーに対し自身の配下の工兵隊の長への就任を要請した。ケイシーは、日米開戦の直前の同年10月にマニラに到着した。ケイシーは、カリラヤ・ダムの建設で使用された建設機械をフィリピン国営電力公社から譲り受けた。マッカーサーの部隊がバターンから撤退する際に駐屯地の解体を指揮し、その功績により殊勲十字章を受章した。ケイシーは、1941年12月19日に大佐に、1942年1月25日に准将に昇進した。ケイシーは、他のマッカーサー配下の部隊のようにコレヒドール島には移動せず、5人の部下とともにバターンに留まったが、1942年3月にマッカーサーがPTボートでフィリピンから撤退した時に、ケイシーもバターンを脱出した。ケイシーはフィリピンでの功績により陸軍殊勲賞を受章した。
オーストラリアで、ケイシーはマッカーサーが指揮する連合軍の南西太平洋地域総司令部(GHQ)の工兵長に就任した。作戦展開地のニューギニアは大半が山岳地帯とジャングルであり、飛行場・港湾・道路はほとんど存在せず、必要なものはケイシーが率いる工兵隊が全て作らなければならなかった。ケイシーは、土木工学の専門家であるリーフ・J・スベードルップ大佐を参謀に据えた。また、連合軍のオーストラリア担当官であるトーマス・ブレーミーを通して、オーストラリア陸軍工兵隊のクライヴ・スティール少将と緊密に連携した。オーストラリアでの建設活動には、連合軍作業委員会を通じて民間人も従事していた。ケイシーは各機関の調整もしなければならなかったが、アメリカ陸軍航空隊は航空工兵大隊を支配下に置こうとし、オーストラリア空軍は独自に空軍基地建設部隊を組織するなど、それらの活動を統制するのは困難なことだった。。
オーストラリアでケイシーが最初に必要としたのは、困難な建設計画を達成できる工兵部隊だった。工兵部隊が確保できるようになると、今度は物資と機材が不足し出した。これは、到着した部隊が物資や資材を持たずに到着したり、それらを積んだ船が部隊から遠く離れた港に到着したりしたためである。トラクター、グレーダー、コンクリートミキサー、溶接機など、様々な機材が枯渇した。適切な在庫管理体制、統括的な調整機関、十分な数の格納庫がないために、入手できたわずかな物資も適切に分配されることはなかった。特に、酷使される装置は摩耗し故障が発生するようになるが、その補修部品が不足していた。アメリカに注文しても届くのは数か月先であり、オーストラリアにある数少ない供給源に依存せざるを得なかった。
1942年9月、マッカーサーは、アメリカ軍の部隊にオーエンスタンレー山脈を越えさせ、ココダ道を通る日本軍の裏をかくことにした。ココダ道以外で山脈を超える手段として、2つの方法が考えられた。そのうちの一つのカパカパ道は、標高2700メートル以上まで登る必要があるため、除外された。ケイシーとスベードルップは、もう一つのアバウ道の調査を行うことにし、9月18日にアバウに到着した。ケイシーは、原住民にカヌーを借りて港の水深を測定した。スベードルップは他の数人とともにアバウ道を通ってジャウレに向けて出発した。一行は8日かけて標高1,500メートルの高地を登り、この道は部隊の横断には向いてないという結論に達した。一方ケイシーも、アバウの港は水深が浅すぎると判断した。しかし、スベードルップが山脈の北に滑走路の敷設に適した台地を発見し、アメリカ軍は飛行機でオーエンスタンレー山脈を越えることができた。この功績によりケイシーはシルバースターを受章した。
ニューギニアでは、兵站・建設活動は任務部隊の工兵隊員によって調整されており、基地開発の要求に応えられないこともあった。来るべきフィリピンでの作戦ははるかに大きい規模となることから、1944年7月23日、ブリスベンに兵站・建設活動を管轄する陸軍支援司令部(ASCOM)が設立された。ケイシーはASCOMの司令官となり、マッカーサー部隊の工兵の長はスベードルップが就任した。ASCOMは陸軍補給部(USASOS)の一部であるが、第6軍の支配下にあった。そのため、第6軍の進軍に従って前進して新しい基地を建設し、USASOSが引き継ぐ準備ができたらASCOMをそのままUSASOSに移管することで、指揮権の移行をスムーズに行えるようにした。レイテ沖海戦では、ASCOMは4万3千人を有し、そのうち2万1千人が工兵だった。
ケイシーとその部下の一部は、マッカーサーがフィリピンに上陸した10月20日にフィリピンに到着した。ASCOM本部の先遣隊はその2日後に到着した。すぐにタクロバンの飛行場の整備を開始し、レイテ島中部の占領後すぐにその飛行場の整備を開始した。しかし、レイテ島中部の飛行場は天候不良のため整備が遅れ、これを放棄して海岸沿いの第6軍司令部の近くに新たな飛行場を建設することを決定した。
1945年1月のリンガエン湾上陸作戦においては、ケイシーは作戦初日に上陸する予定だったが、ケイシーが乗艦していた駆逐艦が故障した輸送船の護衛を行ったため、上陸が1日遅れた。ASCOMは各種のプロジェクトを予定通りまたは予定よりも早く完了させた。1945年2月13日、ASCOMはUSASOSに移管され、ルソン基地隊(LUBSEC)に改称された。ケイシーはマッカーサー部隊の工兵の長に復帰した。ケイシーは、司令官としての功績が認められ、レジオン・オブ・メリットを受章した。
1848年、工兵隊長(Chief of Engineers)のレイモンド・アルバート・ウィーラー中将が退役することになり、ケイシーは後任の工兵隊長になることを望んだ。しかし、ハリー・S・トルーマン大統領はミズーリ川工兵師団のルイス・A・ピック少将を工兵隊長に任命した。ケイシーはマッカーサー部隊の工兵の長としてアメリカ占領下の日本に留まり、そのまま1949年12月31日をもって退役した。
ケイシーは、第二次世界大戦中の工兵の活躍を描いた"Engineers of the Southwest Pacific"（南西太平洋の工兵たち）全7巻を執筆した。ケイシーは、フィリピンのDistinguished Service Star、オーストラリアの大英帝国勲章名誉コマンダー、オランダのオラニエ＝ナッサウ勲章 Commandeur、フランスのレジオンドヌール勲章 オフィシエなど、アメリカ国外からも多くの勲章を受章した。

## 退役後
ケイシーは、1953年から1955年までニューヨーク市都市交通局の議長を、1951年から1965年までニューヨークに本社を置く酒造メーカー、シェンリー・インダストリーズの役員を務めた。また、様々な職能団体や市民団体のメンバーだった。
1981年8月30日、心臓発作によりバーモント州ホワイトリバー・ジャンクションの退役軍人病院において死去した。息子のヒュー・ボイド・ケイシーは、朝鮮戦争中の飛行機事故で1952年に死亡しており、ケイシーの遺体はアーリントン国立墓地の息子の墓の隣に埋葬された。
1982年8月、フォート・ベルヴォアールのハンフリーズ工兵センターに建てられた新棟が、工兵隊長のジョセフ・ブラットン中将によってケイシーに捧げられた。